# Elisabeth Müller (Schauspielerin, 1926)

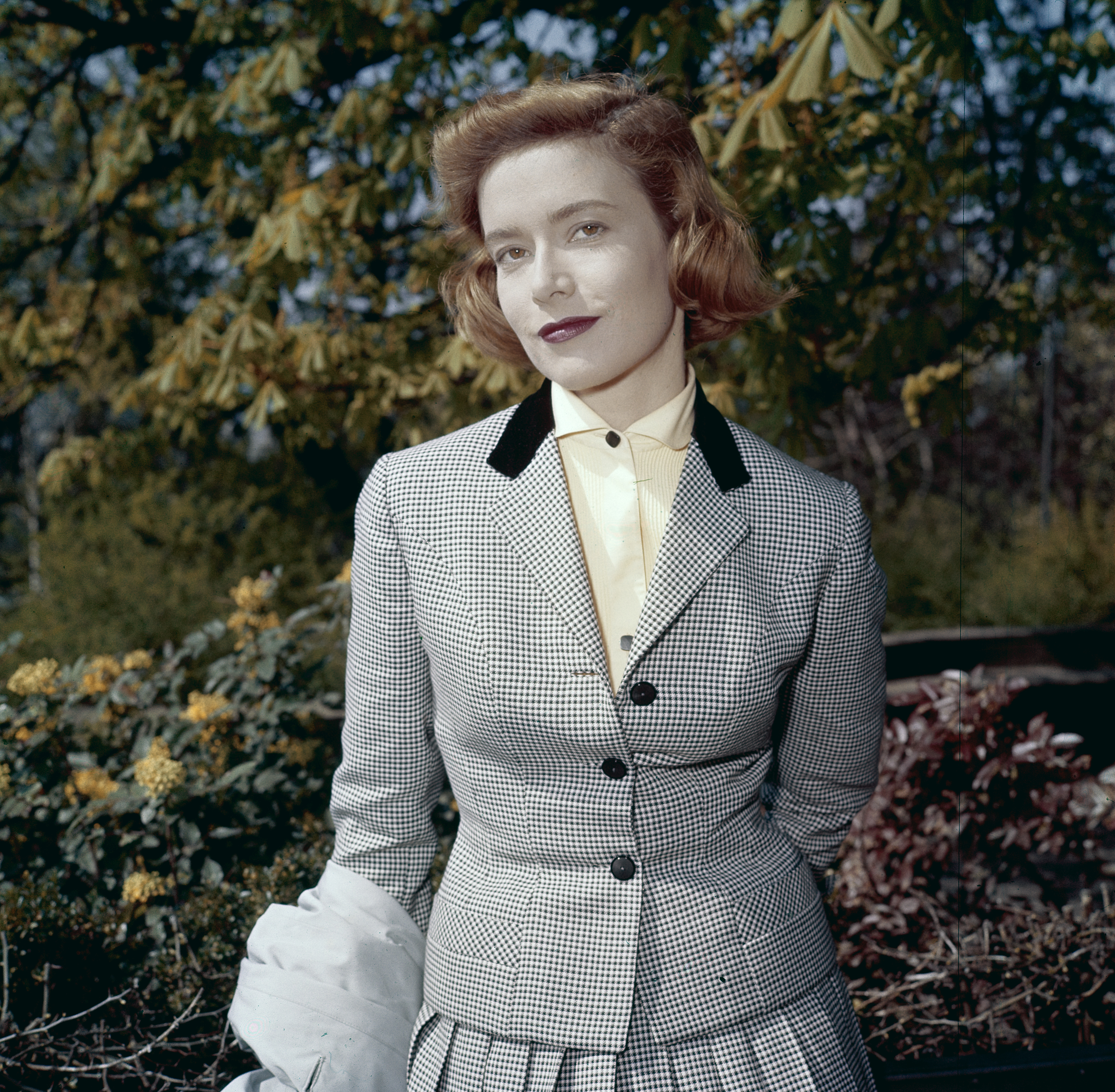
Elisabeth Müller, Foto: Jack Metzger, Comet Photo, 1957

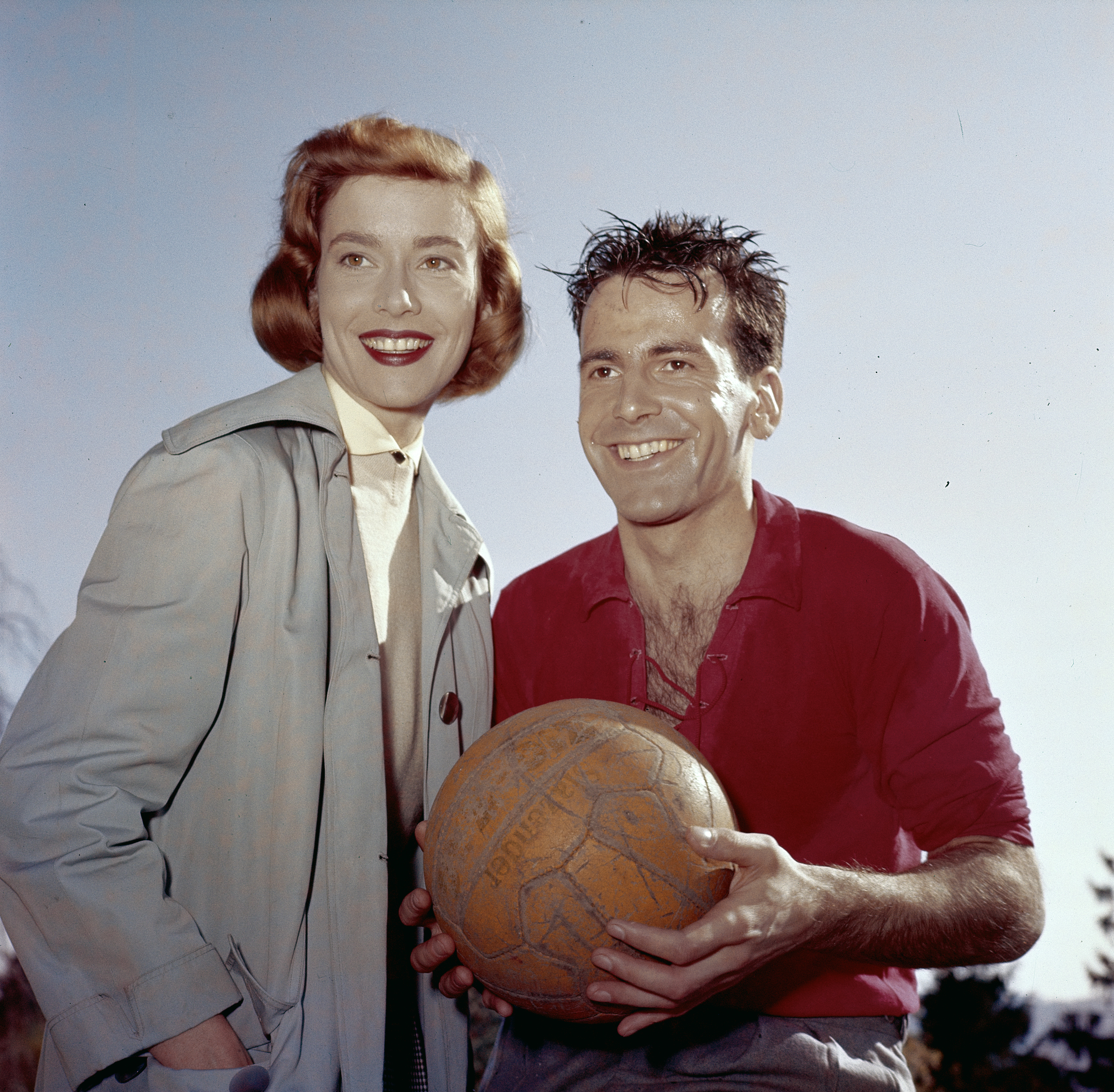
Elisabeth Müller und Maximilian Schell. Aufnahme zum Film Taxichauffeur Bänz, Foto: Ders., 1957

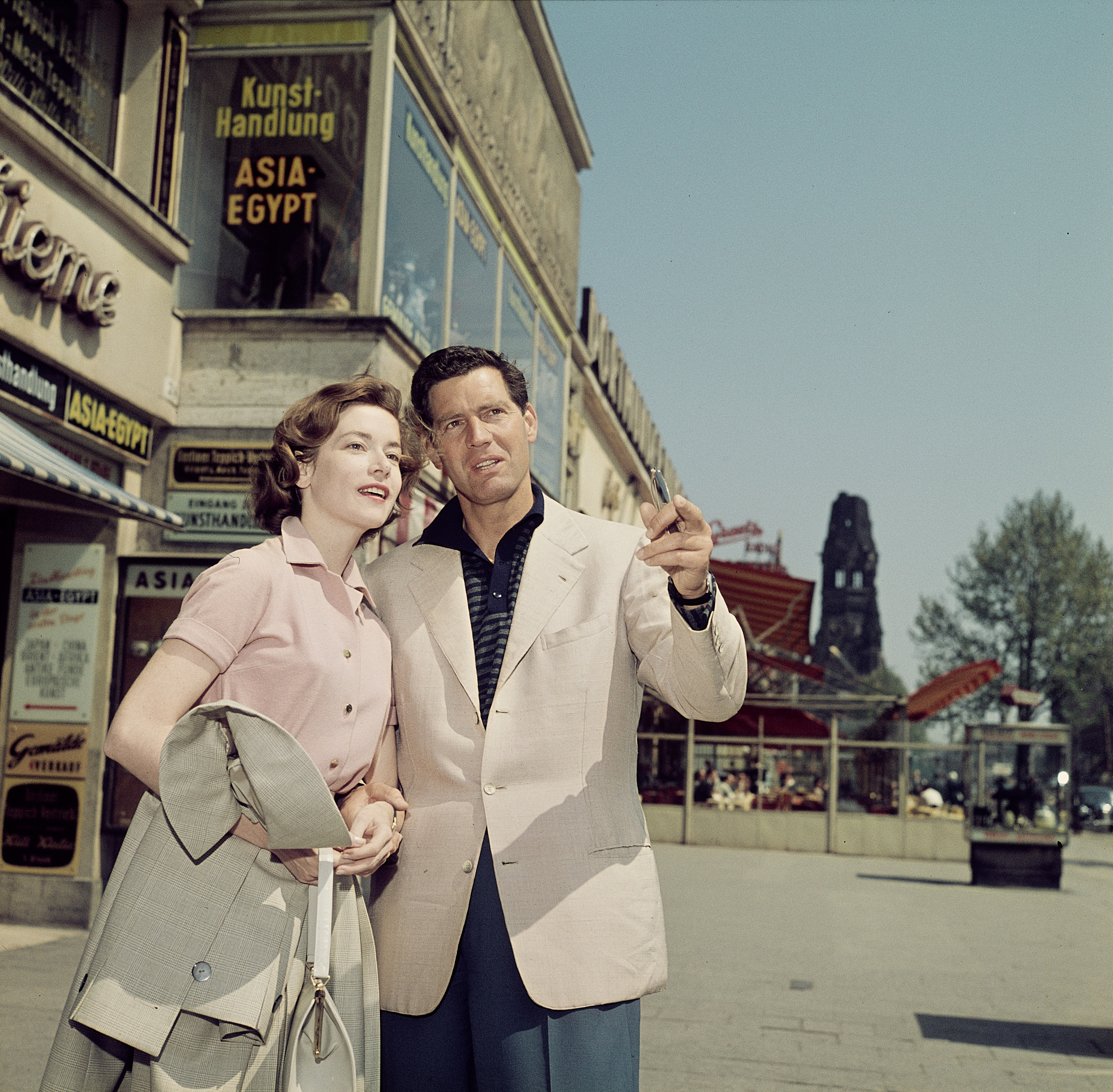
Elisabeth Müller mit Paul Hubschmid auf dem Berliner Kurfürstendamm, Foto: Ders., 1959

Elisabeth Müller (* 18. Juli 1926 in Basel; † 11. Dezember 2006 in Sempach) war eine Schweizer Schauspielerin.

## Leben
Die Tochter des Professors für Zahnmedizin Oskar Müller-Widmann und seiner Frau Annie nahm zunächst privaten Schauspielunterricht bei ihrer Tante, der Bühnendarstellerin Ellen Widmann und absolvierte von 1944 bis 1946 die Schauspielschule in Zürich, wo sie am dortigen Schauspielhaus auch ihr erstes Bühnenengagement erhielt.
In Heinz Hilpert fand sie hier einen Förderer, der sie am 14. Dezember 1946 in der Uraufführung von Des Teufels General als Diddo Geiss einsetzte. Hilpert holte sie 1948 auch an das neu gegründete Stadttheater Konstanz und nahm sie zwei Jahre später mit an das Deutsche Theater in Göttingen. Weitere Bühnenstationen waren Gießen, Stuttgart, Luzern sowie etliche Tourneetheater.
Im Jahr 1947 gab sie ihr Debüt als Filmschauspielerin in der Produktion Matto regiert unter dem Namen Lisabet Müller. Durch ihren ersten grossen Filmerfolg, Moselfahrt aus Liebeskummer (1953), wurde sie zu einem der Publikumslieblinge der 1950er Jahre. Diese Popularität hatte auch Auftritte in englischsprachigen Produktionen zur Folge, so 1956 neben Robert Taylor in dem Hollywood-Melodram Die Macht und ihr Preis und etwas später neben Robert Mitchum in dem britischen Kriegsfilm Hügel des Schreckens. Ihren grössten Fernseherfolg feierte Müller 1960 in der fünfteiligen Fernsehreihe Am grünen Strand der Spree, nach dem gleichnamigen Buch von Hans Scholz. Ihre Partner neben Peter Pasetti waren Bum Krüger, Werner Lieven, Malte Jaeger und Günter Pfitzmann. Nach weiteren Fernsehangeboten spielte sie überwiegend Theater. 
Elisabeth Müller war seit 1962 mit dem Regisseur und Kameramann Kurt Grigoleit verheiratet, den sie 1958 während der Dreharbeiten bei Rommel ruft Kairo kennengelernt hatte.

## Filmografie

### Kinofilme (komplett)
- 1947: § 51 – Seelenarzt Dr. Laduner (Matto regiert)
- 1952: Der Tag vor der Hochzeit
- 1953: Moselfahrt aus Liebeskummer
- 1954: Morgengrauen
- 1954: Das Bekenntnis der Ina Kahr
- 1955: André und Ursula
- 1956: Rosen für Bettina
- 1956: Die Macht und ihr Preis
- 1956: Geliebte Corinna
- 1957: Taxichauffeur Bänz
- 1957: Skandal in Ischl
- 1957: El Hakim
- 1958: Dr. Crippen lebt
- 1958: Gestehen Sie, Dr. Corda!
- 1959: Rommel ruft Kairo
- 1959: Hügel des Schreckens
- 1959: Alle Tage ist kein Sonntag

### Fernsehen
- 1957: Viktoria
- 1960: Am grünen Strand der Spree
- 1966: Drei Schwestern
- 1968: Viele heißen Kain
- 1984: Derrick: Das Mädchen in Jeans
- 1984: Der Alte: Die Tote im Schlosspark

## Hörspiele (Auswahl)
- 1964: John Galsworthy: Kampf bis aufs Messer (Chloe, Hornblowers Frau) – Bearbeitung und Regie: Werner Hausmann (Hörspielbearbeitung – SR/SR DRS)
- 1964: Radomir Konstantinovic: Der Flug des Ikaros (Dädalus’ Frau) – Regie: Paul Pörtner (Hörspiel – SR/HR)